# Miconia nodosa
Miconia nodosa är en tvåhjärtbladig växtart som beskrevs av Célestin Alfred Cogniaux. Miconia nodosa ingår i släktet Miconia och familjen Melastomataceae. Inga underarter finns listade i Catalogue of Life.